# Дом Икскюль-Гильденбанда
Дом Икскю́ль-Ги́льденбанда — памятник истории и архитектуры в Киеве, расположенный на улице Шелковичной, 19 (рядом с «Шоколадным домиком», имеющим № 17/2).
Здание построили в 1902 году в неоготическом стиле по проекту инженера Николая Вишневского. Принадлежал семье баронов Икскюль-Гильденбандов.

## Общие сведения

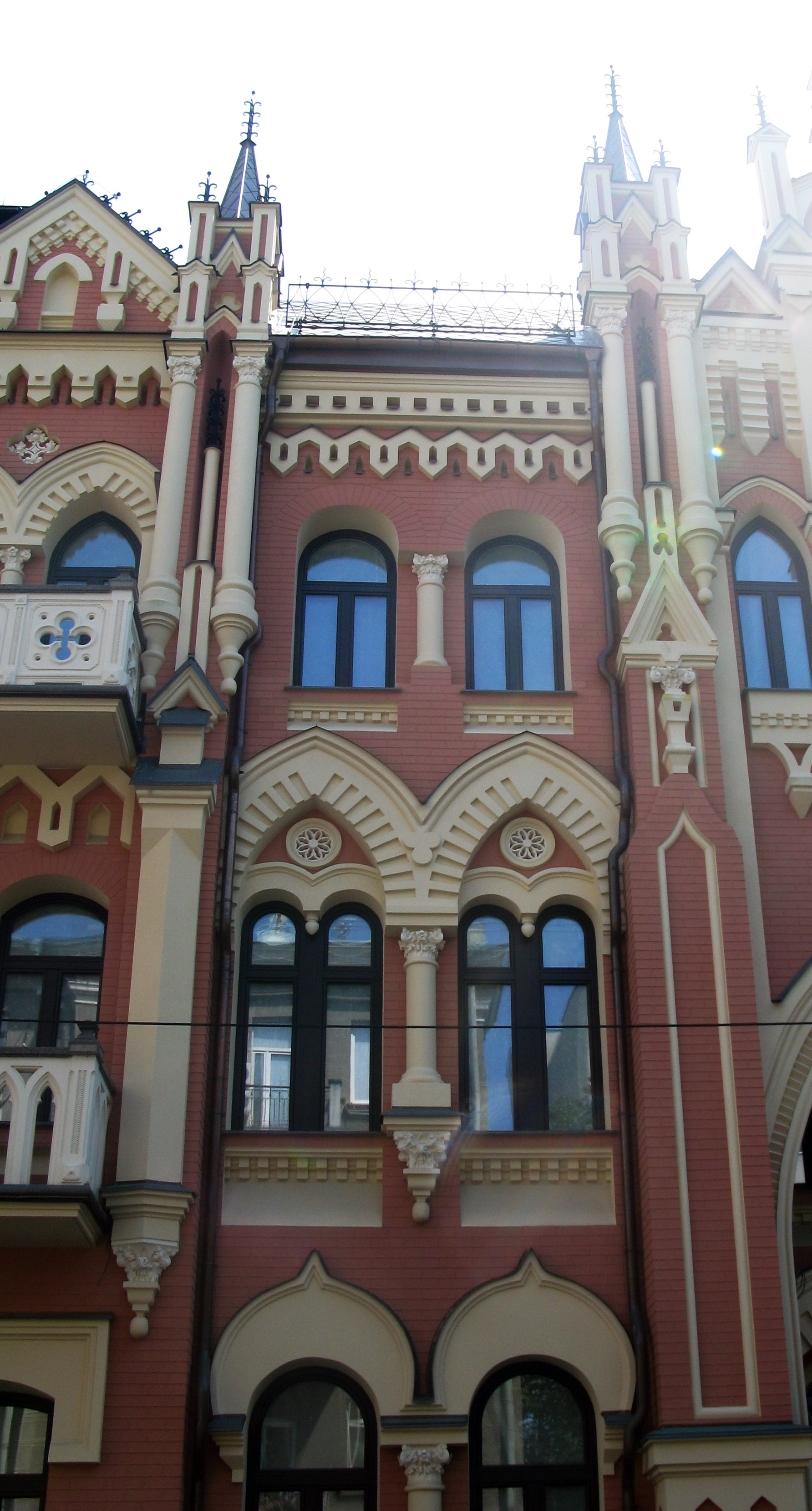
Доходный дом барона Икскюль-Гильденбанда на ул. Шелковичная 19 в Киеве (фрагмент парадного фасада)

Дом состоял из шести 5-7-комнатных квартир, часть из которых сдавалась в аренду. Цена аренды колебалась от 100 до 130 рублей в месяц. На подворье находились конюшни и каретные сараи, в подвале — прачечная и индивидуальные погреба с дровяными складами для каждой квартиры. Квартиры отапливались терракотовыми каминами.
Во времена СССР здание национализировали и преобразовали в коммуналку, а ещё позднее — в многоквартирный дом. Тут проживали академики — поэт и литературовед Николай Бажан, экономист Павел Першин.
В 1943 г. дом горел и был восстановлен 1944-45 гг. силами военнопленных.
К концу XX-го века здание дошло в повреждённом состоянии — из семи готических шпилей, украшавших его, уцелел лишь один. В 2000-х годах на частные деньги был проведён капитальный ремонт. На сегодняшний день зданию возвращён первоначальный вид. Ныне там расположена частная фирма.

## Архитектура
Дом трёхэтажный. Парадный фасад симметричный и обильно покрыт разнообразными декоративными элементами и лепниной. Для декора фасада используются элементы готического стиля: остроконечные башенки, подвесные колонны с цветочными капителями, аркбутаны, стрельчатые и полукруглые окна и заимствованный из английской готики портал парадного подъезда.

## Галерея

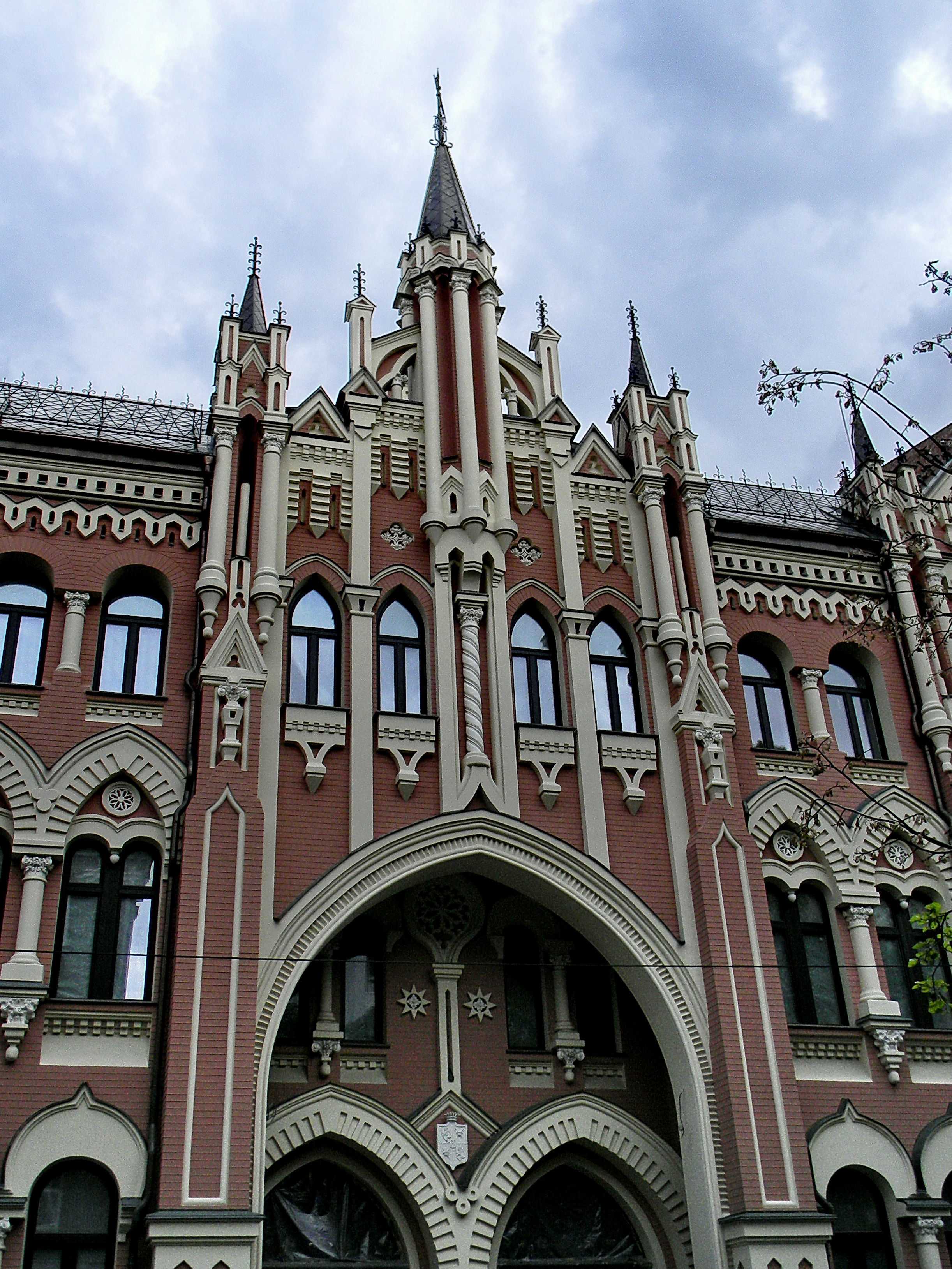
Общий вид центральной части дома
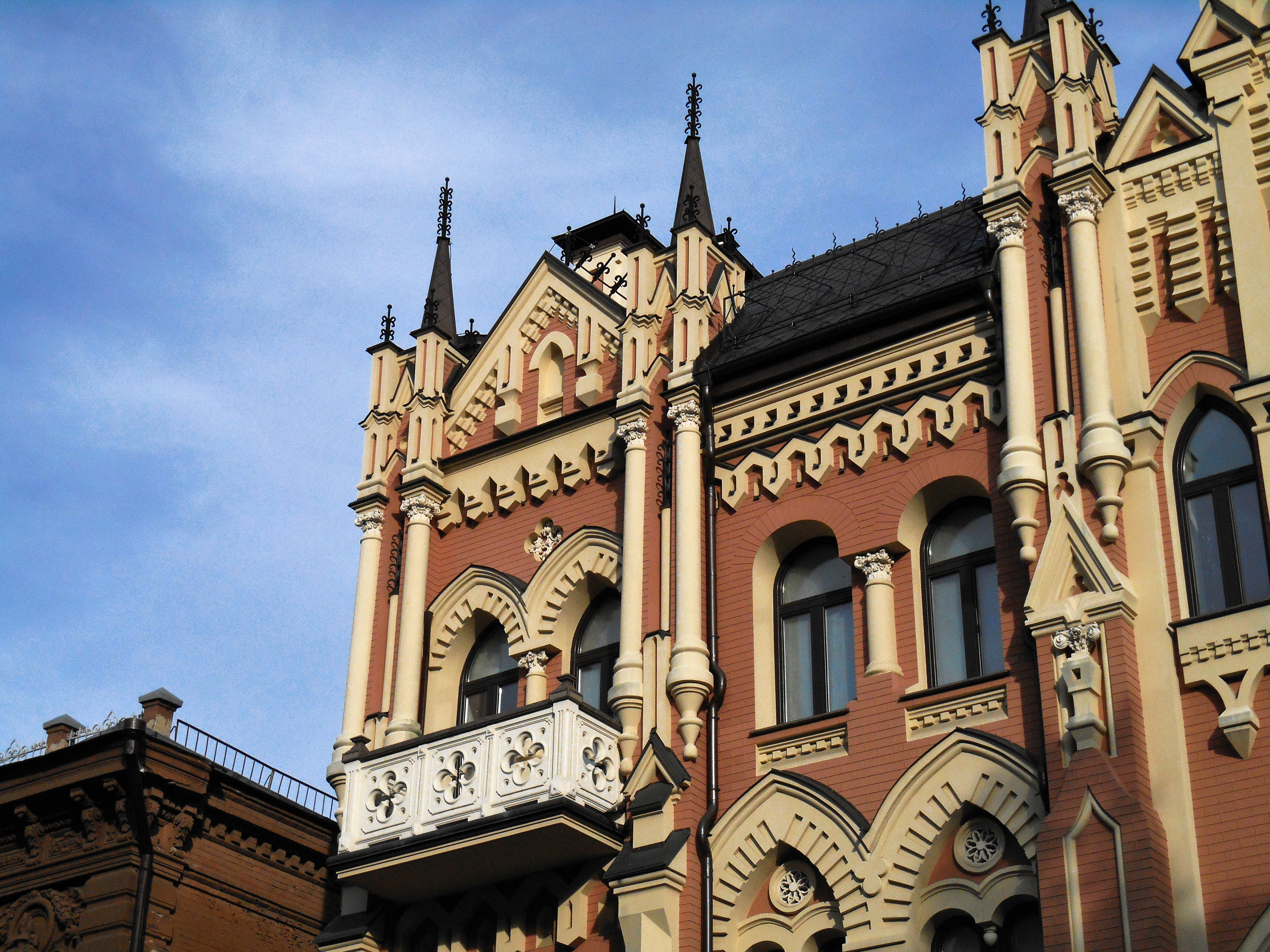
Детали фасада
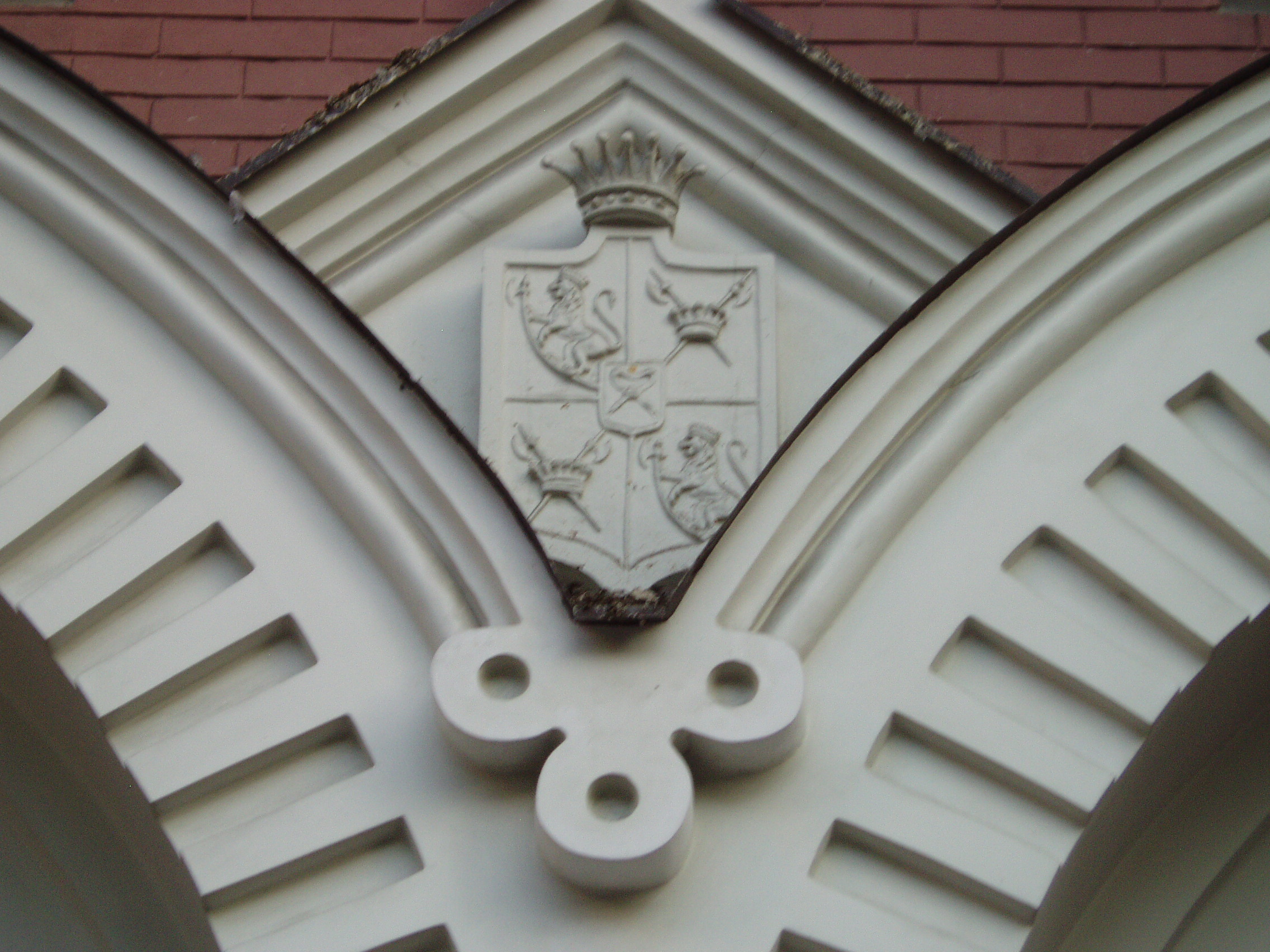
Герб Икскюль-Гильденбандов над входом
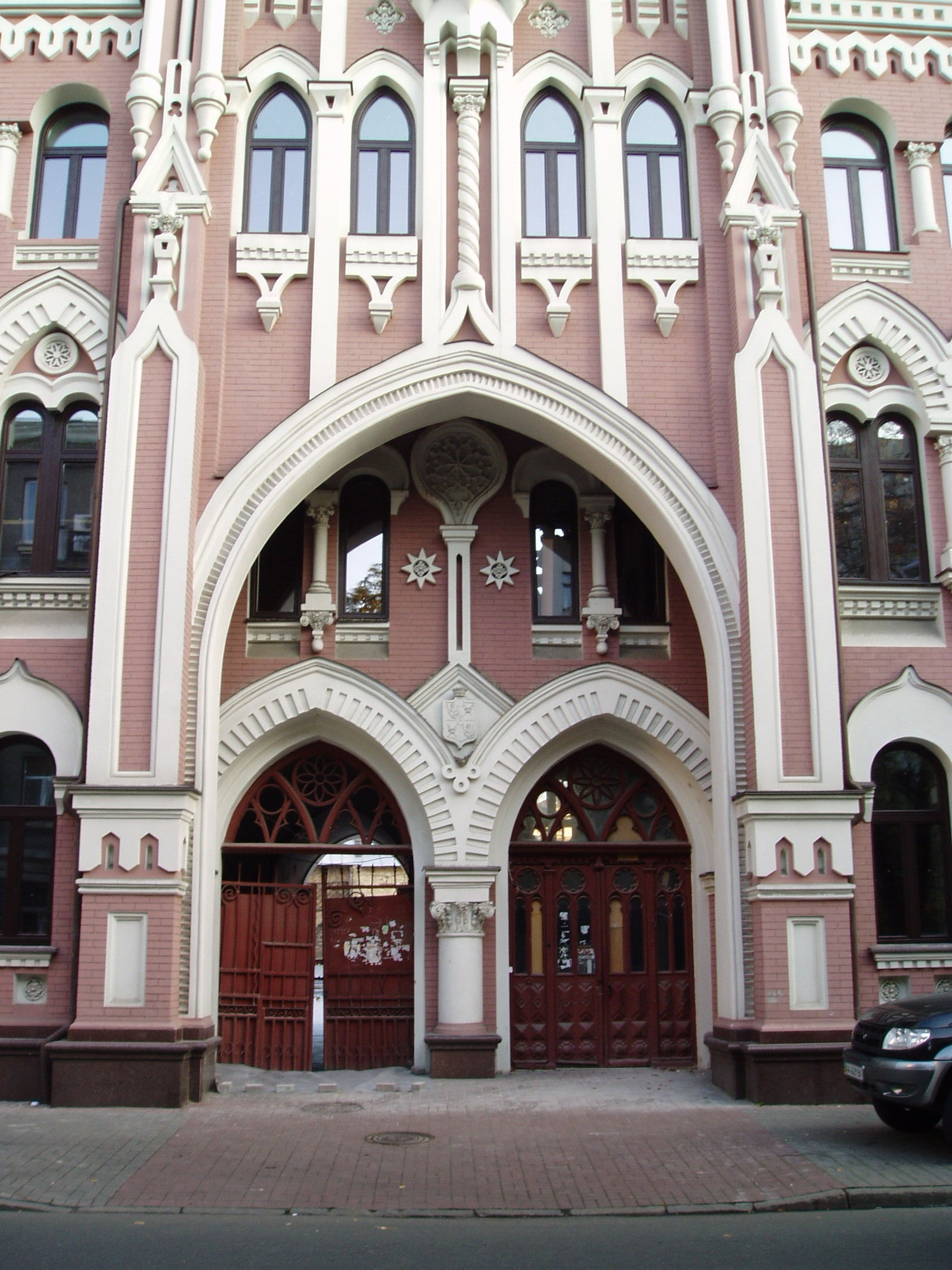
Вход в Дом Икскюль-Гильденбанда
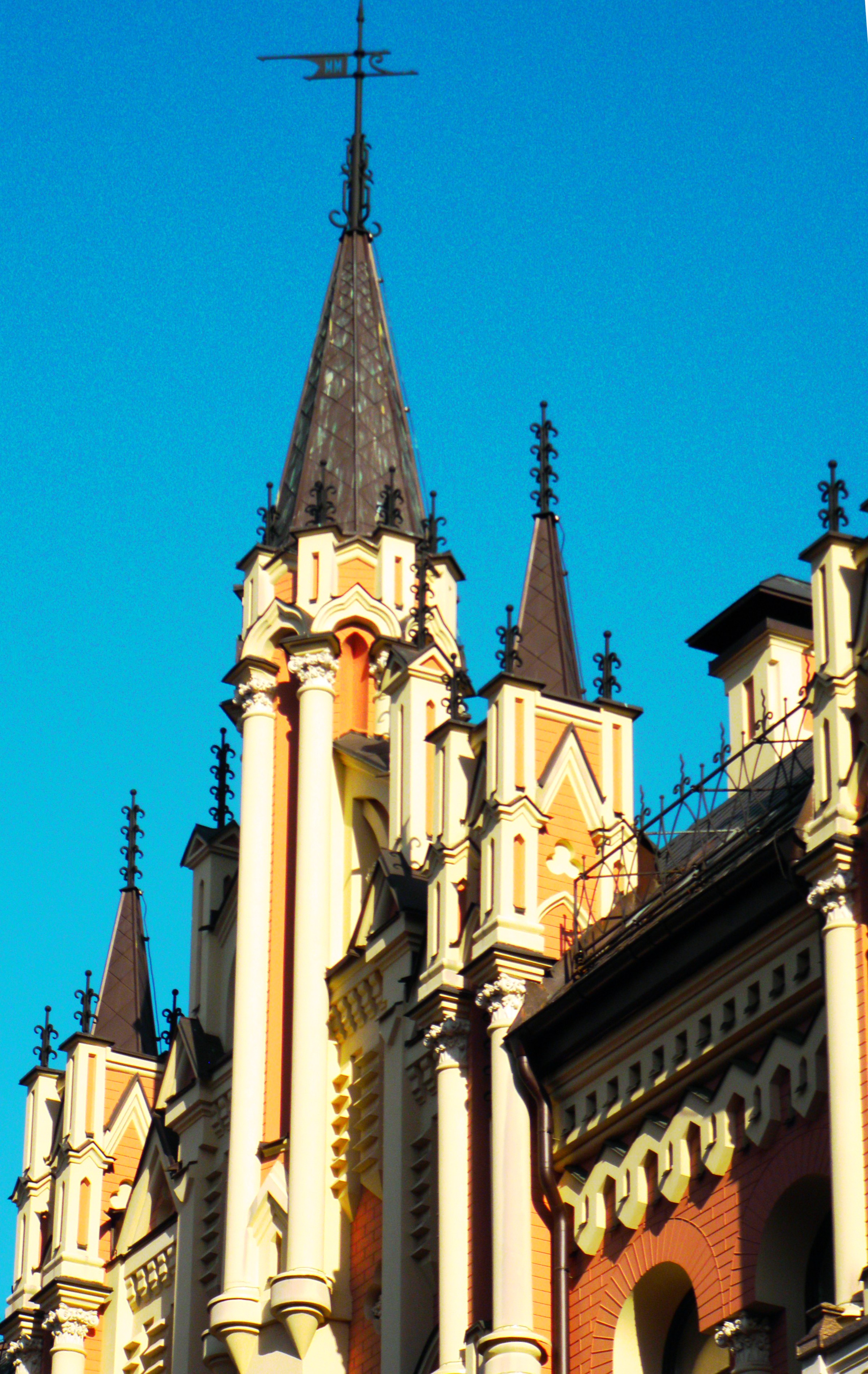
Шпиль